# Bunchosia emarginata
Bunchosia emarginata là một loài thực vật có hoa trong họ Malpighiaceae. Loài này được Regel mô tả khoa học đầu tiên năm 1856.